# Ingo Ruff
Ingo Ruff (* 1965 in Ost-Berlin) ist ein deutscher Moderator und Sprecher. Er ist bekannt als Ansagensprecher der Deutschen Bahn.

## Leben
Ruff wuchs im Berliner Stadtteil Biesdorf auf. Nach seiner Ausbildung zum Kommunikationstechniker war er als Zugfunksprecher bei der Deutschen Reichsbahn tätig und moderierte zeitweise auch eine eigene Technik-Sendung bei Bahn TV. Heute ist er als Veranstaltungsmoderator selbständig tätig.
Seitdem die damalige Deutsche Reichsbahn 1992 das automatische Fahrgastinformationssystem einführte, leiht er neben Helga Bayertz in fast ganz Deutschland der Bahn seine Stimme.
Zu hören ist er in zahlreichen Regionalbahnen und Regionalexpresszügen im gesamten Bundesgebiet, zum Beispiel in den S-Bahnen Berlin, Dresden, Hamburg, Hannover (seit März 2017), Mitteldeutschland, Nürnberg, Rhein-Main (seit 2014), Rhein-Neckar, Rhein-Ruhr, Köln, Rostock und Stuttgart sowie bis 2021 in der Abfertigung der Berliner U-Bahn.